# Fläckig tåtelsmygare
Fläckig tåtelsmygare (Thymelicus acteon) är en fjärilsart som beskrevs av S.A. von Rottemburg 1775. Fläckig tåtelsmygare ingår i släktet Thymelicus, och familjen tjockhuvuden.
Vingspannet är 25 millimeter. Arten är spridd i stora delar av Europa, men saknas i de nordöstra delarna och i Skandinavien.
Inga underarter finns listade.